# Actiepotentiaal

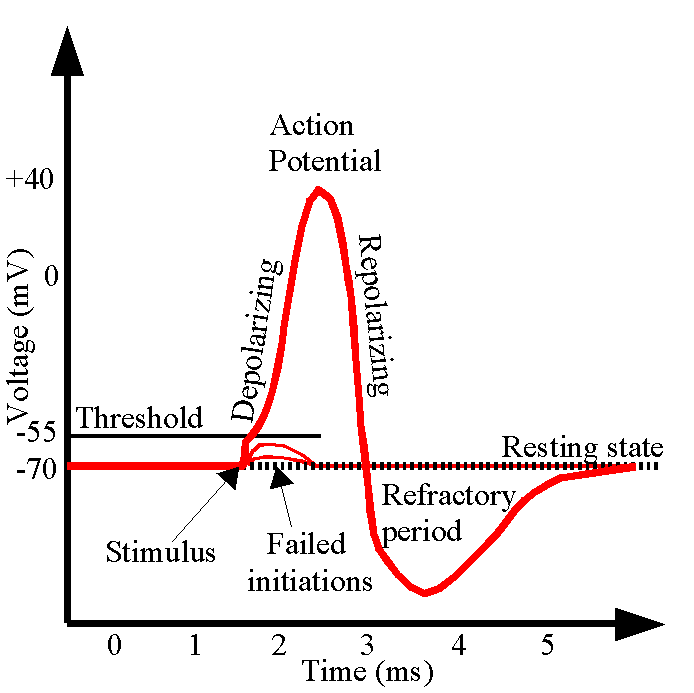
Diagram van een actiepotentiaal

Een actiepotentiaal is in de fysiologie een zelfstandig gegenereerde golf van elektrische ontlading over de membraan van een exciteerbare cel, zoals een neuron of een spiercel.
Actiepotentialen vormen een essentiële eigenschap van dierlijk leven, maar komen ook voor in sommige planten. Ze maken het mogelijk om snel informatie te verzenden tussen verschillende weefsels over grote afstanden. Het zenuwstelsel maakt uitvoerig gebruik van actiepotentialen, om informatie tussen zenuwcellen onderling uit te wisselen, maar ook tussen zenuwcellen en andere celtypen, zoals spieren of klieren, of tussen spiercellen onderling, zoals in de hartspier.

## Mechanisme
Een actiepotentiaal wordt gegenereerd door een kleine depolarisatie van de celmembraan. Deze depolarisatie kan veroorzaakt zijn doordat bijvoorbeeld neurotransmitters via hun receptoren ionkanalen openen. Spanningsafhankelijke ionkanalen die betrokken zijn bij de actiepotentiaal, openen door deze depolarisatie. De depolarisatie wordt versterkt door het openen van spanningsafhankelijke natriumkanalen (of calciumkanalen) en dit start een opeenvolging van het openen, inactiveren en sluiten van spanningsafhankelijke natriumkanalen en het openen en sluiten van spanningsafhankelijke kaliumkanalen die het membraanpotentiaal bepalen. De open natriumkanalen laten natriumionen de cel in, die door hun positief lading de cel verder depolariseren. Vervolgens inactiveren de natriumkanalen waardoor natriumionen niet meer de cel instromen. Tegelijkertijd met de inactivatie openen de kaliumkanalen en verlaat kalium de cel. Hierdoor verliest de cel positief lading en repolariseert of hyperpolariseert het membraan. Na de actiepotentiaal kost het tijd om de kaliumkanalen te sluiten en om natriumkanalen te herstellen van inactivatie. In deze periode is het axon moeilijker te prikkelen en dit heet de refractaire periode. 
Op het moment dat natriumionen een axon instromen, leidt dit tot een redistributie van de geladen deeltjes in het axon. Deze redistributie van lading is een klein elektrisch stroompje dat weg lekt door het axon, wat leidt tot een kleine depolarisatie van de celmembraan iets verwijderd van waar de open ionkanalen in het membraan zitten. Als deze depolarisatie versterkt wordt door de lokale natriumkanalen, ontstaat op deze plek in het membraan een actiepotentiaal. Hiermee heeft de actiepotentiaal 'zich verplaatst' van de eerste locatie naar de tweede locatie. Dit proces heet actiepotentiaalgeleiding.

### Membraanpotentiaal
De membraanpotentiaal is de elektrische spanning die staat over de membraan van een cel. De potentiaal ontstaat doordat het membraan niet evenredig permeabel is voor elk ion en door de verschillende concentratiegradiënten van positieve en negatieve ionen (= elektrische lading!) aan weerszijden van de membraan: aan de buitenkant (de extracellulaire zijde) van de membraan zijn er meer positieve ionen (vooral natriumionen) dan aan de binnenkant (het cytoplasma, waarin vooral kaliumionen) van de cel.

### Fysiologie
In rust is de rustpotentiaal van een neuron ongeveer -65 millivolt (mV) ten opzichte van het externe milieu. Als de membraanpotentiaal depolariseert, bijvoorbeeld doordat de geleidbaarheid voor een ion (meestal natrium) groter wordt, en vervolgens een bepaalde drempelwaarde (rond de -50 mV) bereikt, begint een opzichzelfstaand proces. Allereerst openen enkele spanningsafhankelijke natriumkanalen die in de celmembraan zitten. Natriumionen stromen de cel in en hierdoor depolariseert de membraanpotentiaal nog verder, wat het openen van meer natriumkanalen veroorzaakt. Deze positieve feedbackloop resulteert in een membraanpotentiaal wat de omkeerpotentiaal van natrium benadert (+50 mV). Natriumkanalen inactiveren uit zichzelf en daarmee neemt de geleidbaarheid voor natrium af. Vervolgens openen spanningsafhankelijke kaliumkanalen. Kaliumionen stromen de cel uit en hierdoor repolariseert de membraanpotentiaal richting de omkeerpotentiaal van kalium (-80 mV). Zodra de potentiaal weer onder de drempelwaarde komt, gaan de kaliumkanalen weer dicht, maar doordat deze kanalen iets langer open blijven staan wordt de cel te sterk gepolariseerd (ook wel hyperpolarisatie genoemd). Doordat spanningsafhankelijke natriumkanalen inactiveren en daardoor niet beschikbaar zijn voor een volgende actiepotentiaal, ontstaat een refractaire periode waarin een cel niet of verminderd in staat is om een volgende actiepotentiaal te genereren.

## Model voor actiepotentialen

Membraan van een zenuwcel, weergegeven als elektrisch circuit.

Alan Hodgkin en Andrew Huxley hebben in 1952 een wiskundig model voorgesteld dat de generatie van een actiepotentiaal in een neuron beschrijft aan de hand van de geleidbaarheid van natrium- en kalium-ionkanalen. Op grond van een stel differentiaalvergelijkingen kan het gedrag van een cel op stimulatie uit de omgeving voorspeld worden. Aan de hand van waarden gemeten in vivo, konden de waarden van verschillende variabelen ingevuld worden.
De eerste vergelijking is voor de n-poort (een afsluitbaar element dat snel open- en dichtgaat) van natriumkanalen, de tweede voor de m-poort (een langzaam afsluitend element) van natriumkanalen en ten slotte de vergelijking van de kaliumkanalen. Robert Fitzhugh en J. Nagumo hebben het aantal variabelen teruggebracht tot twee vergelijkingen met dezelfde resultaten door het gedrag van de n-poort en de m-poort te combineren in één vergelijking.
Mede door het gebruik van deze wiskundige modellen is de kennis van de ionkanalen in verschillende typen exciteerbare cellen enorm toegenomen. Honderden verschillende membraanmodellen zijn inmiddels ontwikkeld, voor vele verschillende celtypen, en deze modellen beschrijven meestal tientallen verschillende ionkanalen.
Het concept van de "poorten" dat door Hodgkin en Huxley is ingevoerd is zeer succesvol gebleken. Toch waren deze onderzoekers voorzichtig genoeg om niet te veronderstellen dat er daadwerkelijk kleine poortjes aanwezig zijn in de ionkanalen. Tegenwoordig wordt gedacht dat de variabelen die de status (open of dicht) van de poorten beschrijven, samen de conformatietoestand beschrijven van de moleculen waar het ionkanaal uit bestaat. In sommige conformatietoestanden laten deze moleculen de ionen passeren; in andere niet. Het lijkt er op dat deze moleculen soms tientallen of honderden relevante configuratietoestanden hebben. In sommige gevallen kan het gedrag van deze moleculen niet goed beschreven worden met "poorten", en wordt een algemenere vorm, de zogeheten markovemodellen, gebruikt.

### Neurotransmitters
Als een neurotransmitter (in de spier acetylcholine, ACh) uit de presynaptische blaasjes wordt vrijgemaakt op basis van een actiepotentiaal vanuit de aanvoerende zenuw in de synapsspleet, zal deze door diffusie naar het postsynaptisch element gaan en zich daar binden aan de postsynaptische receptor. Er zijn verschillende soorten transmitters met verschillende effecten op de postsynaptische cel. Voorbeelden zijn de excitatoire transmitters zoals glutamaat, acetylcholine en serotonine. Deze moleculen kunnen zich binden aan specifieke receptoren die een kanaal vormen door de celmembraan, die semipermeabel zijn voor ionen.
Ook zijn er de inhibitoire transmitters zoals gamma-aminoboterzuur (GABA) die een tegenovergesteld effect hebben op de membraanpotentiaal: zij hyperpolariseren de cel waardoor deze meer activatie vereist om alsnog te vuren.